# The Recording Industry of South Africa
Die Recording Industry Association of South Africa, kurz RISA, ist ein südafrikanischer Wirtschaftsverband, der die Musikindustrie des Landes vertritt. Er ist die offizielle südafrikanische Landesgruppe der IFPI. 
Mitglieder des Verbands sind südafrikanische Musiklabels. Die RISA organisiert die South African Music Awards (SAMA) und vergibt Auszeichnungen für Musikverkäufe. Seit 2021 gibt sie auch offizielle südafrikanische Singlecharts (getrennt nach Streaming und Airplay sowie lokalem und internationalem Repertoire) heraus.

## Verleihungsgrenzen der Tonträgerauszeichnungen
| Auszeichnung | 1974 bis September 2007 | Oktober 2007 bis 30. November 2015 | 1. Dezember 2015 bis 31. Dezember 2023 | seit 1. Januar 2024 |
| ------------ | ----------------------- | ---------------------------------- | -------------------------------------- | ------------------- |
| Gold         | 25.000                  | 20.000                             | 15.000                                 | 25.000              |
| Platin       | 50.000                  | 40.000                             | 30.000                                 | 50.000              |
| 2× Platin    | 100.000                 | 80.000                             | 60.000                                 | 100.000             |
| …            |                         |                                    |                                        |                     |

| Auszeichnung | bis 2002 | 2003 bis 2013 | 2014 bis 31. Dezember 2023 | seit 1. Januar 2024 |
| ------------ | -------- | ------------- | -------------------------- | ------------------- |
| Gold         | 25.000   | 10.000        | 10.000                     | 20.000              |
| Platin       | 50.000   | 25.000        | 20.000                     | 40.000              |
| 2× Platin    | 100.000  | 50.000        | 40.000                     | 80.000              |
| …            |          |               |                            |                     |

| Auszeichnung | Verkaufseinheiten |
| ------------ | ----------------- |
| Gold         | 5.000             |
| Platin       | 10.000            |
| 2× Platin    | 20.000            |
| …            |                   |